# Richard Berg
Richard H. Berg (Charleston (Carolina del Sud), 1943 — 26 de juliol de 2019) fou un prolífic autor de jocs de guerra (wargame), especialment de tauler, i guanyador diverses vegades del premi Charles S. Roberts.

## Biografia
Berg va obtenir el seu grau universitari, especialitzat en història asiàtica, a l'Union College de Schenectady, Nova York. A continuació, va obtenir un grau en dret a la Brooklyn Law School de Nova York. Posteriorment, va servir exercir a l'exèrcit dels Estats Units del 1967 al 1969. Durant el seu temps al servei, va ser destinat com a director musical del Teatre de l'Exèrcit a Frankfurt, Alemanya.
De 1971 a 1988, va treballar com a advocat en bufets privats i per a la Legal Aid Society. També ha treballat com a consultor per a mitjans de comunicació i com a actor, lletrista i compositor musical.

## Carrera com a autor de jocs
A partir de 1975 va començar a crear i publicar jocs de taula, especialment dins del gènere dels jocs de guerra (wargames). Ha estat un dels autors de jocs de guerra més prolífics, amb més de 100 títols publicats, ha creat mecàniques de joc innovadores i en la discussió entre jugabilitat i simulació, sempre s'ha acostumat a inclinar cap a la banda de la simulació. Entre els seus jocs més rellevants hi ha el sistema Great Battles of History, una detallada simulació tàctica de batalles de l'antiguitat, amb títols com SPQR o The Great Battles of Alexander. D'acord amb les valoracions del web BoardGameGeek, es considera que una de les seves millors creacions és el joc Successors.
Berg va ser l'editor de la desapareguda revista Berg's Review of Games (BROG).

## Premis Charles S. Roberts
- 1977: Millor joc tàctic per Terrible Swift Sword (Simulations Publications, Inc.).
- 1977: Millor joc de fantasia o ciència-ficció per War of the Rings (Simulations Publications, Inc.).
- 1984: Millor joc pre-segle XX per South Mountain (West End Games).
- 1987: Charles Roberts Awards Hall of Fame
- 1988: Millor article de revista per «Forrest at Bay» (Strategy & Tactics núm. 119).
- 1992: Millor joc pre-Segona Guerra Mundial per SPQR (GMT Games, amb Mark Herman).
- 1994: Millor joc pre-Segona Guerra Mundial per Battles of Waterloo (GMT Games).
- 1995: Millor revista de wargames no professional: Berg's Review of Games.
- 1996: Millor revista de wargames no professional: Berg's Review of Games.
- 1996: Millor joc pre-Segona Guerra Mundial per Fields of Glory (Moments in History).
- 1997: Millor revista de wargames no professional: Berg's Review of Games.
- 1998: Millor revista de wargames no professional: Berg's Review of Games.
- 2001: Millor joc en print & play per Longbow (BSO Games).
- 2004: Millor joc en print & play per Louisiana Tigers (BSO Games).
- 2006: Millor joc de revista per Kulikovo 1380: the Golden Horde (Against the Odds)